# フェニトロチオン
| フェニトロチオン Fenitrothion | フェニトロチオン Fenitrothion                                                                         |
| ----------------------------- | --- |
|                               | |
| IUPAC名                       | O, O-dimethyl O-(4-nitro-m-tolyl) phosphorothioate                                                    |
| 別名                          | MEP、スミチオン(商品名)                                                                               |
| 分子式                        | C9H12NO5PS                                                                                            |
| 分子量                        | 277.25                                                                                                |
| CAS登録番号                   | 122-14-5                                                                                              |
| 形状                          | 黄褐色の液体                                                                                          |
| 密度と相                      | 1.3 g/cm3, 液体                                                                                       |
| 融点                          | 0.3 °C                                                                                                |
| 沸点                          | 140-145(0．1mmHg) °C（分解温度）                                                                      |
| 水への溶解度                  | 不溶（ 14 mg/L 30℃ ）                                                                                 |
| SMILES                        | CC1=C(C=CC(=C1)OP(=S)(OC)OC)[N+](=O)[O-]                                                              |
| 出典                          | 国際化学物質安全性カード IPCS Environmental Health Criteria (EHC) No.133: Fenitrothion (1992)日本語訳 |

フェニトロチオン（MEPとも。英語: Fenitrothion）とは、住友化学が開発した有機リン・有機硫黄系殺虫剤の一種。1959年から使用されている。スミチオンの商品名で知られる。

## 用途
接触性・食毒性の殺虫剤として、農耕地や街路樹などのアブラムシ・アオムシ・ガ・カメムシを始めとする害虫の防除に用いられる他、家庭用殺虫剤としてハエ・蚊・トコジラミの駆除や、動物用医薬品としても使用される。かつてはシロアリ駆除剤としても使用されていた。

## 残留基準
残留基準は、小麦10.0ppm以下をはじめ、74種類の作物に対し0.05 - 10.0ppm以下と定められている。

## 毒性等
- 定められた正しい使用方法を守る限り、農作物や使用者への安全性は十分に確保されており、ヒトや農作物いずれにも危被害は生じない[4]。
- フェニトロチオン（スミチオン）は哺乳動物の体内で速やかに代謝・分解され、容易に体外へ排泄される性質を有する低毒性の殺虫剤である[5] [6]。
- ラットを用いた経口毒性(LD50)は330mg/kg-1720mg/kgと、経口毒性は比較的弱い。

ウサギを用いた眼刺激性試験において、眼刺激性は極めて軽度か又は刺激性は認められない。ウサギを用いた皮膚刺激性試験において、皮膚刺激性も認められない。生殖細胞変異原性試験は、いずれの試験においても陰性。ラット・マウスを用いた発がん性試験(2年間の長期継続投与)でも発がん性は認められなかった。
- 自殺企図 および誤飲事故による急性経口摂取中毒としてヒトに現れる症状としては、倦怠感、頭痛、吐き気、多量発汗、視力減衰、縮瞳など、有機リン剤に典型的な中毒症状がみられる。治療法としては、気管挿管による気道確保と、特異的拮抗薬としてアトロピンやプラリドキシムヨウ化メチル(PAM=パム)の静脈投与を行う[8]。
- ミツバチや蚕に対しても毒性を有するので、使用に際しては風向き等を考慮し、桑葉やミツバチの巣箱および周辺部などに飛散しないよう十分に注意すること。

また、水生生物（魚類や甲殻類など）に対しても毒性を有するので、余った薬剤を河川や用水路に投棄したり、容器の洗浄廃液を養殖池に流入させたりしてはならない。
- アブラナ科植物（小松菜、大根、白菜、蕪、ブロッコリー、ストックetc）には薬害が出るので使用しないとともに、これら作物にドリフトしないよう注意して散布する必要がある。また、本剤を散布した器具でアブラナ科作物に農薬を散布しない。止むを得ない場合は当該器具をよく洗浄後、同器具で作物に清水を散布し、薬害の出ないことを確かめて使用する。
- 可燃性（引火点157℃）であり、燃焼により窒素酸化物・リン酸化物・硫黄酸化物を含む有毒ガスを生じる。
- 農業用ドローンにより空中散布すると、太陽光に含まれる紫外線の作用によりスミチオンの一部が酸化されスミオキソンに変化すると考えられている。スミオキソンは大気中から検出されてはならないとされているが、スミオキソンはスミチオンよりも更に速やかにヒトの体内で分解・代謝され、無毒化される事が知られている。[10]

## 開発・流通
住友化学が開発し、1961年12月26日に農薬登録を受けた。以後、日本では60年以上にわたり使われている。原体生産量は4,110トン、単乳剤生産量431kL、単粉剤生産量1,637トン（いずれも1999年）。住友化学園芸の「スミチオン」や、複合剤として「オルトランC」「スミソン」「スミバッサ」「トラサイドA」「スミトップM」「オルチオン」の商品名で販売されている（複合剤には商品名に「スミ」のつく製剤が多い）。
ほぼ同等の成分の姉妹品で、対象をマツクイムシに特化した「スミパイン」、衛生害虫に特化した「プレミアムスミチオン」、ゴキブリ防除に特化した「ゴキアウトMC2」、カミキリムシに特化した「ガットキラー」や「ガットサイドS」、「サッチューコートS」も存在する。